# Cornelia de plagiariis
Cornelia de plagiariis va ser una llei romana, generalment atribuïda a Luci Corneli Sul·la a l'entorn de l'any 80 aC, esmentada per alguns historiadors. Cap dels autors que en parlen dona referències del seu contingut que, pel nom, s'hauria de referir al plagium (segrest).